# آنتونوفسکایا
آنتونوفسکایا (به لاتین: Antonovskaya) یک منطقهٔ مسکونی در روسیه است که در استان آرخانگلسک واقع شده‌است.